# Cucina di Shanghai

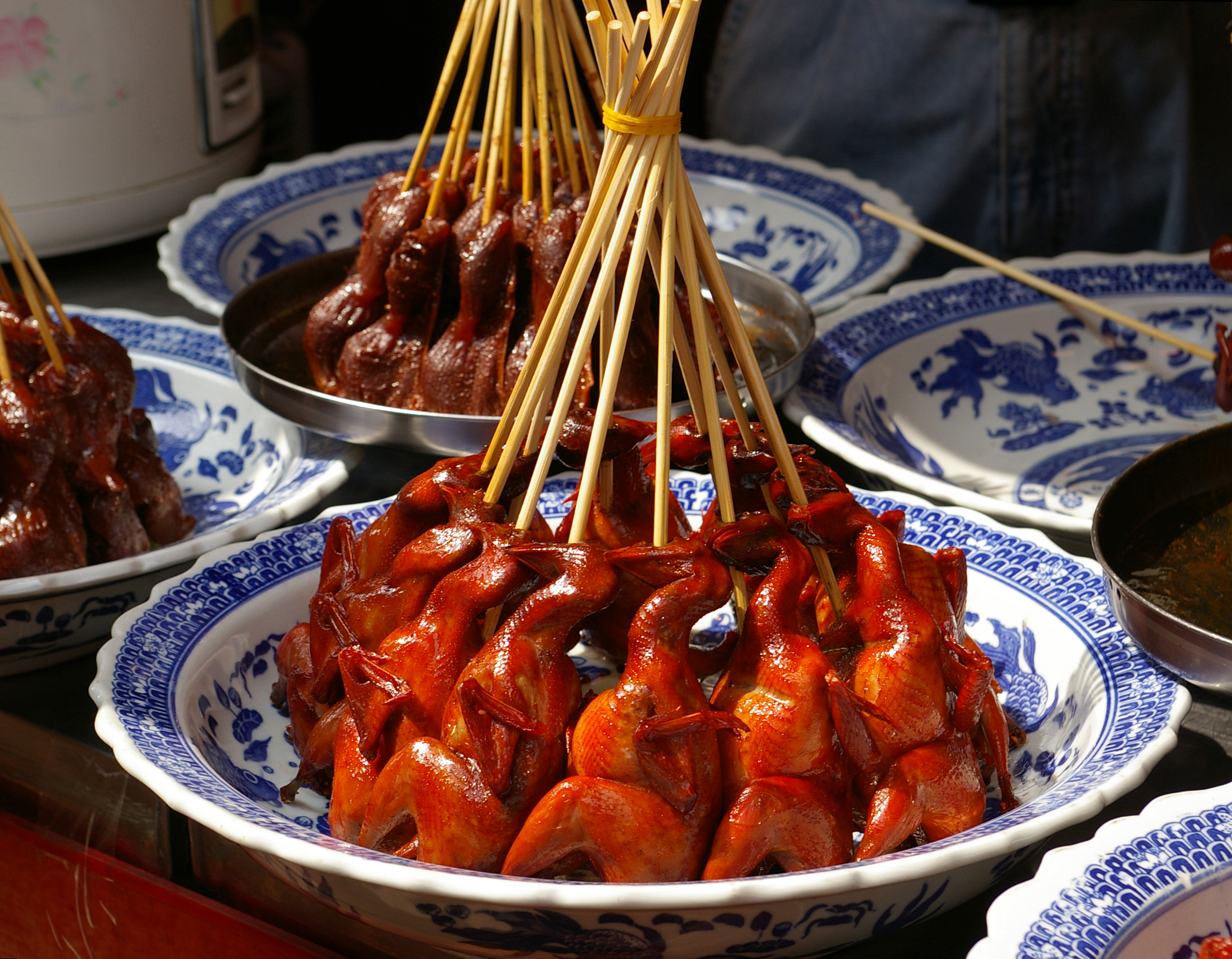
Quaglia infilzata a Qibao

La cucina di Shanghai, conosciuta anche come cucina Hu, è un famoso stile di cucina cinese.
La città di Shanghai, non ha di per sé un'unica e separata cucina di suo, ma modifica ciò che c'è delle province circostanti, quali lo Jiangsu e Zhejiang.
Pesce, granchi e pollo sono spesso ubriacati con alcool e vivacemente cotti, fatti al vapore o serviti crudi.
Salumi e ortaggi conservati sono anche comunemente utilizzati per migliorare il piatto.
L'uso di zucchero è tipico di Shanghai usato in combinazione con la salsa di soia.
I non-nativi hanno difficoltà a identificare questo uso di zucchero e spesso ne rimangono sorpresi di questo "ingrediente segreto".
Un piatto tipico sono le costine di maiale in agrodolce (cinese: 糖醋小排; pinyin: tángcù xiǎopái)
Poiché Shanghai si affaccia sul mare orientale cinese, i piatti a base di pesce sono molto diffusi nella regione, sebbene si trovi anche tra due fiumi, tra laghi e canali del delta dello Yangtze vengono cucinati anche pesci d'acqua dolce. Tra i piatti tipici più interessanti di Shanghai c'è il (Cinese: 上海毛蟹; pinyin: Shànghǎi máoxiè).